# Ilhéu Branco
Ilhéu Branco (illot Blanc) és un illot a les illes de Barlavento de l'arxipèlag de Cap Verd. Branco es troba flanquejat per l'illa de Santa Luzia al nord-oest i per l'ilhéu Raso al sud-est.

## Descripció
El nom que li van donar els portuguesos, illot blanc, es deu als importants dipòsits de guano. L'illot és una roca llarga rectangular de menys de 4 km de llarg per més d'un kilòmetre d'ample alçant-se considerablement a una carena que s'estén la longitud de l'illot, amb una alçada màxima de 327 m. El seu cim és menor que la de Santa Luzia però més alta que la de Raso. El mar al voltant de l'illot és generalment aspra al llarg de l'any, el que fa difícil l'accés.
El clima de l'illot és sec, i només plou entre agost i novembre. Les temperatures són de 25 °C a l'estiu i 20 °C a l'hivern.

## Fauna
Es troba deshabitat, excepte per les aus, l'illot és conegut pel seu guano i la vida marina circumdant. També va ser al costat de l'illot Raso un dels llocs on habitava el llangardaix gegant de Cap Verd (Macroscincus coctei), espècie que es considera extinta Es creu que ha estat eliminat a causa de la sobreexplotació pels éssers humans degut a la seva pell i per aliment. Anteriorment també va ser la llar de l'alosa de Raso (Alauda razae), espècie en perill crític d'extinció i el geco gegant de Cap Verd (Tarentola gigas) encara hi és present. L'illa ha estat identificada com a Important Bird Area (IBA) per BirdLife International perquè alberga 2.500–3.570 parelles reproductores de baldrigues de Cap Verd, falcons pelegrins i pardals de Cap Verd.

## Història
La muntanya submarina es va formar fa al voltant de 122 milions d'anys de l'antiga escorça oceànica durant el Cretaci.
Durant l'Edat de gel, Santa Luzia juntament amb São Vicente i Santo Antão eren una part de l'illa del Nord-Oest, que tenia uns 1.500 km². Del 5000 al 4000 aC l'illa es va dividir i es formaren l'illa de Santa Luzia i els illots Branco i Raso després que els nivells del mar van pujar a l'última edat de gel. L'illot fou descobert el 1462.